# Senegal en los Juegos Olímpicos de México 1968
Senegal estuvo representado en los Juegos Olímpicos de México 1968 por un total de 21 deportistas masculinos que compitieron en 2 deportes.
El equipo olímpico senegalés no obtuvo ninguna medalla en estos Juegos.